# Bakov nad Jizerou
Bakov nad Jizerou là một thị trấn thuộc huyện Mladá Boleslav, vùng Středočeský, Cộng hòa Séc.